# Colpo di Stato in Guinea del 1984
Il colpo di Stato guineano del 1984 è un golpe militare attuato in Guinea il 3 aprile del 1984. È il primo colpo di Stato guineano dopo quelli del 2008 e del 2021. La giunta militare ha rimosso l'allora Primo ministro nonché Presidente della Repubblica Louis Lansana Beavogui per sostituire Lansana Conté.